# Stefan Teelen
Stefan Teelen, né à Maaseik le 10 avril 1979, est un joueur de football belge qui évoluait au poste de défenseur latéral gauche. Au début de sa carrière, il a remporté deux titres de champion de Belgique avec le KRC Genk. Il a pris sa retraite sportive en décembre 2013.

## Carrière

### Débuts à Genk: deux titres de champion
Pur produit de l'école des jeunes du KRC Genk, c'est tout logiquement que Stefan Teelen fait ses débuts professionnels avec ce club. Son premier match est un déplacement au B36 Tórshavn au premier tour de la Coupe Intertoto 1997. Il dispute encore deux matches en Coupe de la Ligue et fait ensuite ses débuts en championnat le 3 mai 1998 face au Standard de Liège. Son équipe remporte la finale de la Coupe de Belgique deux semaines plus tard mais il ne fait pas partie du noyau sélectionné pour disputer la rencontre.
La saison suivante, Stefan Teelen reçoit assez peu de temps de jeu. Il ne monte sur le terrain que lors de sept matches en championnat et entame seulement deux rencontres comme titulaire, en Coupe de Belgique et en Coupe de la Ligue, deux compétitions « sacrifiées » par l'entraîneur Aimé Anthuenis au profit du championnat, que le club finit par remporter. Même s'il joue peu, cela lui permet de compter un premier titre de champion de Belgique.
Lors de la saison 1999-2000, il ne joue pas avant la trêve hivernale mais dès le mois de février, il reçoit sa chance et devient titulaire dans l'axe de la défense. Malheureusement pour lui, il est suspendu pour la finale de la Coupe de Belgique que ses équipiers remportent face au Standard de Liège. Il loupe donc ce trophée pour la deuxième fois à titre personnel.
Stefan Teelen reste encore deux saisons au KRC Genk, sans jamais être considéré comme un titulaire indiscutable dans l'équipe. Il remporte néanmoins un second titre de champion de Belgique en 2002. Après avoir fêté le sacre, il participe avec l'équipe nationale espoirs au Championnat d'Europe espoirs en Suisse, où la Belgique est éliminée au premier tour.

### Deux prêts et expérience à l'étranger
Barré à son poste par de nouveaux renforts, Stefan Teelen est prêté à La Louvière pour toute la saison 2002-2003. Il ne parvient pas à y gagner une place de titulaire et, alors que le club se qualifie pour la finale de la Coupe de Belgique, il ne fait pas partie des joueurs repris pour jouer la rencontre. Il retourne en fin de saison chez son employeur, qui le prête alors avec dix autres joueurs à son club satellite, Heusden-Zolder, fraîchement promu en Division 1.
Pour la première fois de sa carrière, Stefan Teelen joue une saison dans la peau d'un joueur de base pour son équipe. Malheureusement pour lui et ses équipiers, la saison se solde par une relégation. En fin de contrat à Genk, il décide de tenter sa chance à l'étranger et rejoint le club néerlandais du FC Zwolle en juin 2004, où il signe un contrat de deux ans. Son aventure aux Pays-Bas est marquée par une série de blessures qui lui font louper la moitié des rencontres. Au terme de son contrat, la direction du club ne le prolonge pas et il s'engage alors au Verbroedering Geel, en Division 3.

### Retour en Belgique dans les divisions inférieures
À Geel, il commence la saison comme titulaire mais est écarté après quelques semaines. Il joue avec l'équipe réserves jusqu'en décembre 2006 puis quitte le club pour rejoindre le Verbroedering Maasmechelen, une équipe à la lutte pour son maintien en Promotion. Malgré l'apport de Stefan Teelen, le club est relégué en première provinciale après avoir perdu les barrages et le tour final interprovincial. Malgré la descente, il reste au club et l'aide à remporter le titre provincial la saison suivante, synonyme de retour en Promotion. Ce retour est de courte durée pour Teelen et ses équipiers, qui ne parviennent pas à assurer leur maintien au niveau national et doivent redescendre directement en première provinciale en 2009.
Cette fois, Stefan Teelen n'accompagne pas l'équipe et signe un contrat au KFC Esperanza Neerpelt, un autre club limbourgeois qui s'était maintenu en Promotion via les barrages. La saison est tout aussi difficile que la précédente, avec une conclusion identique pour le joueur, la relégation vers les séries provinciales. Après cette seconde place descendante en deux saisons consécutives, il rejoint l'Eendracht Termien, un club basé dans la banlieue de Genk et évoluant en deuxième provinciale du Limbourg. Il participe activement à l'accession à l'élite provinciale dès sa première saison au club et, douze mois plus tard, participe au tour final interprovincial où le club est battu au premier tour par le KSC Menen. Il termine sa carrière au club en décembre 2013.

## Palmarès
- 2 fois champion de Belgique en 1999 et 2002 avec le KRC Genk

## Statistiques
| Saison                | Club                     | Championnat           | Championnat | Championnat | Coupe nationale | Coupe nationale | Coupe de la Ligue | Coupe de la Ligue | Supercoupe | Supercoupe | Compétition(s) continentale(s) | Compétition(s) continentale(s) | Compétition(s) continentale(s) | Total | Total |
| Saison                | Club                     | Division              | M.          | B.          | M.              | B.              | M.                | B.                | M.         | B.         | Comp.                          | M.                             | B.                             | M.    | B.    |
| 1997-1998             | KRC Genk                 | Division 1            | 2           | 0           | 0               | 0               | 2                 | 0                 | 0          | 0          | C4                             | 1                              | 0                              | 5     | 0     |
| 1998-1999             | KRC Genk                 | Division 1            | 5           | 0           | 3               | 0               | 1                 | 0                 | 0          | 0          | C2                             | 0                              | 0                              | 9     | 0     |
| 1999-2000             | KRC Genk                 | Division 1            | 10          | 0           | 3               | 0               | 0                 | 0                 | 1          | 0          | C1                             | 0                              | 0                              | 14    | 0     |
| 2000-2001             | KRC Genk                 | Division 1            | 16          | 0           | 3               | 0               | 0                 | 0                 | 0          | 0          | C3                             | 2                              | 0                              | 21    | 0     |
| 2001-2002             | KRC Genk                 | Division 1            | 9           | 0           | 1               | 0               | 0                 | 0                 | 0          | 0          | -                              | 0                              | 0                              | 10    | 0     |
| Sous-total            | Sous-total               | Sous-total            | 42          | 0           | 10              | 0               | 3                 | 0                 | 1          | 0          | -                              | 3                              | 0                              | 59    | 0     |
| 2002-2003             | RAA Louviéroise (prêt)   | Division 1            | 14          | 1           | 4               | 0               | 0                 | 0                 | 0          | 0          | -                              | 0                              | 0                              | 18    | 1     |
| Sous-total            | Sous-total               | Sous-total            | 14          | 1           | 4               | 0               | 0                 | 0                 | 0          | 0          | -                              | 0                              | 0                              | 18    | 1     |
| 2003-2004             | Heusden-Zolder SK (prêt) | Division 1            | 20          | 0           | 1               | 0               | 0                 | 0                 | 0          | 0          | -                              | 0                              | 0                              | 21    | 0     |
| Sous-total            | Sous-total               | Sous-total            | 20          | 0           | 1               | 0               | 0                 | 0                 | 0          | 0          | -                              | 0                              | 0                              | 21    | 0     |
| 2004-2005             | FC Zwolle                | Eerste Divisie        | 22          | 0           | -               | -               | 0                 | 0                 | 0          | 0          | -                              | 0                              | 0                              | 22    | 0     |
| 2005-2006             | FC Zwolle                | Eerste Divisie        | 18          | 0           | -               | -               | 0                 | 0                 | 0          | 0          | -                              | 0                              | 0                              | 18    | 0     |
| Sous-total            | Sous-total               | Sous-total            | 40          | 0           | -               | -               | 0                 | 0                 | 0          | 0          | -                              | 0                              | 0                              | 40    | 0     |
| 2006-2007             | KFC Verbroedering Geel   | Division 3            | 2           | 0           | 2               | 0               | 0                 | 0                 | 0          | 0          | -                              | 0                              | 0                              | 4     | 0     |
| Sous-total            | Sous-total               | Sous-total            | 2           | 0           | 2               | 0               | 0                 | 0                 | 0          | 0          | -                              | 0                              | 0                              | 4     | 0     |
| 2006-2007             | Verbr. Maasmechelen      | Promotion             | 16          | 1           | 0               | 0               | 0                 | 0                 | 0          | 0          | -                              | 0                              | 0                              | 16    | 1     |
| 2007-2008             | Verbr. Maasmechelen      | 1re prov.             | 29          | 8           | 0               | 0               | 0                 | 0                 | 0          | 0          | -                              | 0                              | 0                              | 29    | 8     |
| 2008-2009             | Verbr. Maasmechelen      | Promotion             | 29          | 2           | 2               | 0               | 0                 | 0                 | 0          | 0          | -                              | 0                              | 0                              | 31    | 2     |
| Sous-total            | Sous-total               | Sous-total            | 74          | 11          | 2               | 0               | 0                 | 0                 | 0          | 0          | -                              | 0                              | 0                              | 76    | 11    |
| 2009-2010             | KFC Esperanza Neerpelt   | Promotion             | 23          | 3           | 3               | 0               | 0                 | 0                 | 0          | 0          | -                              | 0                              | 0                              | 26    | 3     |
| Sous-total            | Sous-total               | Sous-total            | 23          | 3           | 3               | 0               | 0                 | 0                 | 0          | 0          | -                              | 0                              | 0                              | 26    | 3     |
| 2010-2011             | Eendracht Termien        | 2e prov.              | -           | -           | -               | -               | 0                 | 0                 | 0          | 0          | -                              | 0                              | 0                              | 0     | 0     |
| 2011-2012             | Eendracht Termien        | 1re prov.             | 20          | 2           | 0               | 0               | 0                 | 0                 | 0          | 0          | -                              | 0                              | 0                              | 20    | 2     |
| 2012-2013             | Eendracht Termien        | 1re prov.             | 31          | 3           | 0               | 0               | 0                 | 0                 | 0          | 0          | -                              | 0                              | 0                              | 31    | 3     |
| 2013-2014             | Eendracht Termien        | 1re prov.             | 6           | 0           | 2               | 0               | 0                 | 0                 | 0          | 0          | -                              | 0                              | 0                              | 8     | 0     |
| Sous-total            | Sous-total               | Sous-total            | 57          | 5           | 2               | 0               | 0                 | 0                 | 0          | 0          | -                              | 0                              | 0                              | 59    | 5     |
| Total sur la carrière | Total sur la carrière    | Total sur la carrière | 272         | 20          | 24              | 0               | 3                 | 0                 | 1          | 0          | -                              | 3                              | 0                              | 303   | 20    |